# Michael Boroš
Michael Boroš (Praga, 9 agosto 1992) è un ciclocrossista e ciclista su strada ceco, che corre per il team Elkov-Kasper.

## Palmarès

### Cross
- 2012-2013

Cyclo-cross International Podbrezová, (Podbrezová)
- 2013-2014

Toi Toi Cup #4, (Hlinsko)
Toi Toi Cup #7, (Slaný)
- 2014-2015

Toi Toi Cup #1, (Loštice)
Toi Toi Cup #3, (Uničov)
Int. Radquerfeldein GP Lambach, (Stadl-Paura)
Toi Toi Cup #7, (Milovice)
Toi Toi Cup #8, (Slaný)
- 2016-2017

Toi Toi Cup #1, (Tábor)
Campionati cechi, Elite
- 2017-2018

Campionati cechi, Elite
- 2018-2019

Campionati cechi, Elite
- 2019-2020

Toi Toi Cup #3, (Holé Vrchy)
Toi Toi Cup #6, (Jabkenice)
- 2020-2021

Toi Toi Cup #1, (Mladá Boleslav)
Toi Toi Cup #4, (Rýmařov)
Campionati cechi, Elite
- 2021-2022

Toi Toi Cup #1, (Mladá Boleslav)
Toi Toi Cup #3, (Slaný)
Toi Toi Cup #4, (Rýmařov)
Toi Toi Cup #5, (Veselí nad Lužnicí)
Toi Toi Cup #6, (Jičín)
Campionati cechi, Elite
- 2022-2023

Toi Toi Cup #1, (Holé Vrchy)
Toi Toi Cup #2, (Hlinsko)
Campionati cechi, Elite
- 2023-2024

Toi Toi Cup #1, (Mladá Boleslav)
Toi Toi Cup #2, (Jičín)
Toi Toi Cup #3, (Holé Vrchy)
Toi Toi Cup #4, (Hlinsko)
Campionati cechi, Elite
- 2024-2025

HSF System Cup Hlinsko
Grand Prix Středočaského Kraje Cx
HSF System Cup Kolín
Grand Prix Pilsen
HSF System Cup Rýmařov

#### Altri successi
- 2019-2020

Classifica generale Toi Toi Cup
- 2020-2021

Classifica generale Toi Toi Cup
- 2021-2022

Classifica generale Toi Toi Cup

### Strada
- 2022 (Elkov-Kasper, una vittoria)

Memoriał Jana Magiery
- 2023 (Elkov-Kasper, una vittoria)

GP Vorarlberg
ŠKODA CUP-Kyjov

#### Altri successi
- 2017 (Pauwels Sauzen-Vastgoedservice)

1ª tappa Tour de la Province de Namur (Florennes > Walcourt, cronosquadre)

## Piazzamenti

### Competizioni mondiali
- Campionati del mondo di ciclocross

Hoogerheide 2009 - Junior: 25º
Tábor 2010 - Junior: 16º
St. Wendel 2011 - Under-23: 21º
Louisville 2013 - Under-23: 24º
Hoogerheide 2014 - Under-23: 13º
Tábor 2015 - Elite: 13º
Heusden-Zolder 2016 - Elite: 16º
Bieles 2017 - Elite: 7º
Valkenburg 2018 - Elite: 12º
Bogense 2019 - Elite: 14º
Dübendorf 2020 - Elite: 33º
Ostenda 2021 - Elite: 33º
Fayetteville 2022 - Staffetta a squadre: 6º
Fayetteville 2022 - Elite: 15º
Hoogerheide 2023 - Staffetta a squadre: 8º
Hoogerheide 2023 - Elite: 21º
Tábor 2024 - Elite: 7º
- Campionati del mondo su strada

Offida 2010 - In linea Junior: 64º
Glasgow 2023 - In linea Elite: 37°
Zurigo 2024 - In linea Elite: ritirato

### Competizioni europee
- Campionati europei di ciclocross

Liévin 2008 - Junior: 20º
Hoogstraten 2009 - Junior: 9º
Francoforte sul Meno 2010 - Under-23: 30º
Lucca 2011 - Under-23: 22º
Ipswich 2012 - Under-23: 18º
Mladá Boleslav 2013 - Under-23: 24º
Huijbergen 2015 - Elite: 19º
Pontchâteau 2016 - Elite: 18º
Tábor 2017 - Elite: 7º
Rosmalen 2018 - Elite: 15º
Silvelle 2019 - Elite: 19º
Rosmalen 2020 - Elite: ritirato
Drenthe-Col du VAM 2021 - Elite: 21º
Namur 2022 - Elite: 7º
Pontchâteau 2023 - Elite: 15º
Pontevedra 2024 - Elite: 8º
Pontevedra 2024 - Staffetta mista: 4º
- Campionati europei su strada

Olomouc 2013 - In linea Under-23: ritirato